# Moratilla de los Meleros
Moratilla de los Meleros település Spanyolországban, Guadalajara tartományban. Moratilla de los Meleros Tendilla, Peñalver, Fuentelencina, Valdeconcha, Hueva, Renera és Fuentelviejo községekkel határos. Lakosainak száma 96 fő (2024).

## Népesség
A település népessége az utóbbi években az alábbiak szerint változott:
| Lakosok száma | 92   | 95   | 110  | 127  | 144  | 106  | 111  | 103  | 102  | 96   |
|               | 2001 | 2004 | 2006 | 2009 | 2011 | 2014 | 2016 | 2019 | 2021 | 2024 |